# Metameryzm
Metameryzm (metameria barw) – zjawisko polegające na różnym odbiorze barwy tej samej substancji barwiącej (np. zawartej w farbie) w uzależnieniu od rodzaju światła, w którym dana substancja barwiąca jest obserwowana. Substancja barwiąca o silnym metameryzmie to substancja silnie zmieniająca barwę pod wpływem zmian widma światła oświetlenia. Zjawisko metameryzmu spektakularnie ujawnia się wówczas, gdy dwie substancje barwiące oglądane w tym samym oświetleniu (np. dziennym) odczytywane są jako zbliżone barwą do siebie, natomiast w innym oświetleniu (np. żarówki), z powodu ich różnego metameryzmu, jako różniące się między sobą.

## Fizyczne wyjaśnienie metamerii
Substancje barwiące wywołują odczucie barwy, ponieważ do oka obserwatora dociera światło o określonym widmie będącym wynikiem odbicia się od substancji barwiących tych długości fal świetlnych, które nie zostały pochłonięte przez substancje ze światła, które je oświetla. Ponieważ barwa jest wynikiem wrażenia wywołanego przez światło odbite, a jego widmo wynika z różnicy między widmem światła oświetlającego a długościami fal pochłoniętych przez substancje barwiące, stąd barwa może ulec zmianie, gdy oświetlana jest substancja barwiąca światłem o różnym widmie.
Zjawisko określone wyżej jako spektakularne można wytłumaczyć po pierwsze tym, że dwie substancje barwiące oświetlone określoną częścią widma światła widzialnego pochłaniają podobną część jego widma, natomiast oświetlone światłem o innym widmie, pochłaniają na tyle różne części widma z oświetlenia, że widziane są dwie różne barwy. Po drugie, zjawisko to znajduje wytłumaczenie w oparciu o ograniczonej rozdzielności barwnej oka ludzkiego. Światło docierające do oka obserwatora mimo różnego widma wywołuje podobne poczucie barwy. Przy zmianie widma oświetlenia różnice te są na tyle silne, że obserwator postrzega, iż dwie substancje mające podobną barwę w danym oświetleniu – w oświetleniu o innym widmie, dają znacznie różniące się od siebie odczucie barw.
Zjawisko to jest słabo widoczne w przypadku barw zbliżonych do czystych (o silnej dominancie jednej barwy), a nasila się w kierunku barw zmieszanych. Na przykład słabo widoczne jest w przypadku barw takich jak żółta, czerwona, zielona czy niebieska, za to bardzo widoczne w beżach, brązach i brunatach oraz wszelkich innych barwach z wyraźną domieszką szarości. 